# The Purge: Election Year
The Purge: Election Year és una pel·lícula de terror d'acció política distòpica estatunidenca de 2016 escrita i dirigida per James DeMonaco i protagonitzada per Frank Grillo, Elizabeth Mitchell i Mykelti Williamson. És la seqüela de The Purge: Anarchy del 2014 i és la tercera entrega de la franquícia The Purge. Jason Blum i Michael Bay es troben entre els productors de la pel·lícula. S'ha subtitulat al català.
La pel·lícula es va estrenar l'1 de juliol de 2016 i va rebre crítiques diverses de la crítica. Va guanyar més de 118 milions de dòlars a tot el món, convertint-se en la pel·lícula més taquillera de la sèrie abans de ser aprovada per la quarta pel·lícula/preqüela, The First Purge, el juliol de 2018. Una seqüela directa, The Forever Purge, es va publicar el juliol de 2021 a causa del retard de la pandèmia de la COVID-19.
El 2017, el lema de la pel·lícula 'Keep America Great', va rebre l'atenció d'Internet i dels mitjans de comunicació, ja que era el mateix eslògan que va utilitzar Donald Trump per a la seva campanya presidencial del 2020.